# John Vereker, lord Gort
El Mariscal de Camp John Standish Surtees Prendergast Vereker, 6è Vescomte Gort VC, GCB, CBE, DSO & 2 Barres, MVO, MC (10 de juliol de 1886 – 31 de març de 1946) va ser un militar britànic que serví tant a la I com a la II Guerra Mundial i assolí el grau de i sent condecorat amb la Creu Victòria, la màxima condecoració per valentia davant de l'enemic.
Lord Gort és principalment recordat per ser el comandant de la Força Expedicionària Britànica durant la batalla de Dunkerque, en la batalla de França, a l'inici de la Segona Guerra Mundial. La idea de l'operació Dinamo és atribuïda a Lord Gort.

## Biografia
Lord Gort va néixer a Londres i es crià al comtat de Durham i a l'illa de Wight. Va estudiar a Malvern Link i a Harrow School, ingressant el gener de 1904 a la Reial Acadèmia Militar de Woolwich, després d'haver succeït al seu pare en el títol familiar el 1902. Rebé el despatx als Guàrdies Granaders al juliol de 1905.
A la mort del rei Eduard VII el 1910, Gort va ser el tinent al comandament dels sots-oficials dels Granaders encarregats de vetllar el taüt i del catafalc. Va ser fet membre del Reial Orde Victorià pels seus serveis. Aquell any va anar a caçar ants al Canadà, disparant accidentalment al seu guia indi, fet que provocà el seu retorn immediat.
El 22 de febrer de 1911, Gort es casà amb Corinna Vereker, una cosina segona, a la Capella de la Guàrdia de la Caserna Wellington de Londres. Van tenir 3 fills, Charles el 1912, Joscelyn el 1913 i Jacqueline el 1914. Es divorciaren el 1925.
El 3 de setembre de 1913 va ser nomenat ADC del General Francis Lloyd, comandant del Districte Militar de Londres.

### I Guerra Mundial
L'agost de 1914, Gort va ser promogut a capità. Lluità al Front Occidental i serví com a oficial d'estat major, assolit el ranc de major habilitat i de tinent coronel en funcions. Al juny de 1915 va ser condecorat amb la Creu Militar i amb l'Orde del Servei Distingit al juny de 1917, a la qual afegí una barra al setembre i una segona el gener de 1919. A més va ser Mencionat als Despatxos en 8 ocasions.
El 27 de novembre de 1918, Gort va ser condecorat amb la Creu Victòria per les seves accions del 27 de setembre de 1918 a la batalla del Canal du Nord, prop de Flesquieres, arriscant la seva vida al dirigir un atac contra les posicions alemanyes. L'ordenança de Gort, Guardsman Ransome, va morir mentre ajudava a Gort.
Posteriorment seria conegut com a "Tiger" Gort.

### Anys d'entreguerres
El novembre de 1919, Gort va ser promogut definitivament al rang de major. Després d'assistir a un curs a l'Acadèmia d'Estat Major de Camberley el 1919, Gort i tornà el 1921 com a instructor, sent fet tinent coronel habilitat. Abandonà l'Acadèmia d'Estat Major al maig de 1923.
Va aprendre a navegar el 1922, formant part de l'Esquadró Reial de Iots el 1922 i participant en la Cursa Fastnet de 1925. El 1924 va reescriure el manual d'entrenament d'infanteria.
L'abril del 1926 va ser promogut a coronel (amb antiguitat de gener de 1925). El gener de 1927 va viatjar a Shanghai, d'on retornà a l'agost per donar un informe de primera mà sobre la situació xinesa al Rei i al Príncep de Gal·les. Al juny de 1928 va ser nomenat Comandant de l'Orde de l'Imperi Britànic. Va ser nomenat comandant de la Brigada de Guàrdies durant dos anys des de 1930, abans d'anar a supervisar l'entrenament a l'Índia amb el rang temporal de brigadier. El 1932 va aprendre a volar, comprant un de Haviland Moth i sent escollit President del Household Brigade Flying Club. El novembre de 1935 va ser promogut a major-general. El 1936 tornà a l'Acadèmia d'Estat Major com a comandant.
Al maig de 1937, Gort va ser fet Company del Bany. El setembre del 1937 va ser nomenat Secretari Militar del Ministre de la Guerra, Leslie Hore-Belisha, amb el rang temporal de tinent general. El 6 de desembre de 1937, com a part de la purga de Hore-Belisha dels oficials superiors, Gort va ser nomenat pel Consell de l'Exèrcit, promogut a general i substituí al Mariscal Sir Cyril Deverell com a Cap de l'Estat Major Imperial General. L'1 de gener de 1938 va ser promogut a Cavaller Comandant de l'Orde del Bany
Com a Cap de l'Estat Major Imperial General, Gort advocà per la primacia de construir un exèrcit de terra i defensés França i els Països Baixos per damunt de la defensa de l'Imperi després que França declarés que no seria capaç de defensar-se davant d'un atac alemany.

### Segona Guerra Mundial
Amb l'esclat de la Segona Guerra Mundial, Gort va rebre el comandament del Cos Expedicionari Britànic (BEF –  British Expeditionary Force ) a França, on hi arribà el 19 de setembre de 1939. Durant aquest període participà en un escàndol polític, el Pillbox affair, que acabà amb la dimissió del Ministre de la Guerra, Leslie Hore-Belisha. Després de la Guerra de Broma, l'assalt alemany a través de les Ardenes dividí les forces aliades i les comunicacions entre la BEF i els francesos s'esvaïren; i el 25 de maig de 1940 Gort prengué la decisió unilateral d'abandonar les seves ordres de llançar cap al sud. La posició de Gort era difícil, servint sota el comandament francès; però alhora ser responsable a Londres. Retirant-se cap al nord, la BEF i molts soldats francesos van ser evacuats durant la batalla de Dunkerque.
Es reconeix a Gort el fet de reaccionar eficientment davant les circumstàncies i que salvés la Força Expedicionària Britànica. D'altres sostenen una opinió més critica del lideratge de Gort el 1940, veient la seva decisió de no unir-se als francesos en l'organització d'un contraatac a gran escala com a derrotista.
Al seu retorn a Anglaterra, va ser nomenat ADC General del Rei Jordi VI. El 25 de juny de 1940 volà en hidroavió, amb Duff Cooper, a Rabat, Marroc, per dirigir un gabinet de ministres francès anti-nazi; però va ser deixat a l'avió, i tornà ràpidament a Anglaterra.
Gort va ser nomenat Inspector d'Entrenament de l'Exèrcit Local, i sense res constructiu a fer, visità Islàndia, Orkney i Shetland. Serví com a Governador de Gibraltar (1941-42). Va fer estendre l'aeroport sobre terra guanyada al mar, tot i el consell contrari del govern britànic, però posteriorment li seria agraït pel Gabinet de Guerra quan l'aeroport es demostrà vital durant la batalla de la Mediterrània. Com a Governador de Malta (1942-1944), el seu coratge i lideratge durant el setge li van ser reconeguts pels maltesos, que li oferiren l'Espasa d'Honor. El Rei donà a Gort el seu bastó de mariscal el 20 de juny de 1943 a Malta. El 29 de setembre, Gort, juntament amb els Generals Eisenhower i Alexander, va exercir de testimoni quan el Mariscal signà Badoglio la rendició italiana al port de La Valetta.
Acabà la guerra com a Alt Comissionat de Palestina i Transjordània. Serví allà durant només un any. El 1945 va nomenar al Jutge en Cap de Palestina William James Fitzgerald perquè decidís sobre el conflicte arabo-israelià sobre Jerusalem. El jutge va apuntar al seu informe que proposava dividir la ciutat en barris jueus i àrabs separats.

### Darrers anys
Durant una trobada al novembre de 1945 amb els mariscals Brooke i Montgomery, Gort es desmaià i va ser portat a Londres, on se li diagnosticà un càncer.
Al febrer de 1946 va ser fet Vescomte a la Noblesa del Regne Unit, amb el mateix títol que tenia a la Noblesa d'Irlanda. A la seva mort el 31 de març de 1946, en no tenir un fill, el vescomtat irlandès de Gort passà al seu germà, i el títol anglès va extingir-se.
Va ser sogre del major William Sidney VC, i cosí del General Sir Ian Standish Monteith Hamilton. Gort estava present quan el seu gendre va rebre la Creu Victòria de mans del General Alexander el 3 de març de 1944 a Itàlia. El galó de la VC va ser tallat d'un dels uniformes de Gort.

## Dates de promoció i condecoracions
- Tinent de 2a – 16/8/1905
- Capità – 29/8/1914
- Major – 14/11/1919
- Coronel – 27/4/1926
- Brigadier - 14/11/1932
- Major General - 25/11/1935
- Tinent general - 24/09/1937
- General - 06/12/1937
- Mariscal de Camp - 01/01/1943

### Condecoracions
- Creu Victòria - 1918
- Gran Creu de l'Orde del Bany – 4/6/1940
- Comandant de l'Orde de l'Imperi Britànic – 1928
- Orde del Servei Distingit amb 2 Barres (4/6/1917; 26/9/1917; 11/1/1919)
- Membre del Reial Orde Victorià - 1910
- Creu Militar – 23/6/1915
- Estrella de 1914-15
- Medalla Britànica de la Guerra 1914-20
- Medalla de la Victòria 1914-1918
- Estrella de 1939-45
- Estrella d'Àfrica
- Medalla de la Defensa
- Medalla de la Guerra 1939-1945
- Medalla de la Coronació del Rei Jordi V 1911